# Aleksandr Shkurinski
Aleksandr Valérievich Shkurinski, en ruso Александр Валерьевич Шкуринский, (Krasnodar, 11 de abril de 1995) es un jugador de balonmano ruso que juega de lateral izquierdo en el Meshkov Brest. Es internacional con la selección de balonmano de Rusia.
Su primer gran campeonato con la selección fue el Campeonato Mundial de Balonmano Masculino de 2017.

## Palmarés

### Meshkov Brest
- Liga de Bielorrusia de balonmano (4): 2018, 2019, 2020, 2021
- Copa de Bielorrusia de balonmano (3): 2018, 2020, 2021

### Nantes
- Copa de la Liga de balonmano (1): 2022
- Trofeo de Campeones (1): 2022
- Copa de Francia de balonmano (1): 2023

## Clubes
| Club           | País        | Año         |
| -------------- | ----------- | ----------- |
| SKIF Krasnodar | Rusia       | - 2017      |
| Meshkov Brest  | Bielorrusia | 2017 - 2021 |
| HBC Nantes     | Francia     | 2021 - 2023 |
| Meshkov Brest  | Bielorrusia | 2023 - Act. |